# ایدق کریف
ایدق کریف یک منطقهٔ مسکونی در سوریه است که در کوبانی واقع شده‌است.